# SS Baychimo
La SS Baychimo, costruita in Svezia nel 1914, era un piroscafo da carico utilizzato negli ultimi anni soprattutto per il commercio di pelli con le popolazioni Inuit lungo le coste dell'Isola Victoria, nei territori del Nord-Ovest del Canada.
Dopo il suo abbandono nel 1931 divenne una celebre nave fantasma, in quanto continuò a navigare e ad essere incrociata in diverse occasioni fino al 1969, anno dell'ultimo avvistamento.

## Primi anni
L'imbarcazione fu varata nel 1914 con il nome Ångermanelfven nei cantieri navali di Lindholmens lungo il fiume Göta älv a Göteborg, in Svezia, per la compagnia tedesca di navigazione Baltische Reederei GmbH di Amburgo.
 
Misurava complessivamente 70,7 metri di lunghezza, 11 metri di larghezza e aveva un pescaggio di 4,66 metri, e una stazza lorda di 1322 tonnellate. Era alimentata da un motore a vapore a triplice espansione e poteva navigare ad una velocità di 8-9 nodi.
Durante gli anni della prima guerra mondiale navigò nel Mar Baltico tra i porti del nord della Germania e la Svezia. Il suo scafo smussato e appositamente progettato per resistere al ghiaccio le permetteva di navigare anche durante gran parte dell'inverno, quando le acque del Baltico iniziavano a gelare, mentre altri navi con lo scafo meno resistente erano bloccate in porto.
Al termine della guerra fu ceduta dalla Germania al Regno Unito come parte delle riparazioni di guerra. Nel 1921 fu acquistata per 15000 sterline dalla Compagnia della Baia di Hudson e ribattezzata Baychimo.

## Attività nell'Artico
Il 18 aprile 1921 venne portata al porto di Cardiff, in Galles, per essere preparata e rifornita di provviste per il viaggio verso il nord del Canada, dove sarebbe entrata in servizio come nave commerciale della Compagnia della Baia. La Baychimo lasciò il Galles il successivo 17 giugno con un equipaggio di 35 marinai e ufficiali, e arrivò a Montreal il 5 luglio.
 
Il 16 luglio ripartì in direzione del Mar Glaciale Artico e dello Stretto di Davis trasportando un carico di diversi tipi di merce, tra cui un edificio prefabbricato per il nuovo insediamento che la compagnia commerciale stava creando a Pond Inlet
Negli anni successivi la Baychimo compì diverse spedizioni commerciali, inizialmente nel Nord Atlantico e in seguito lungo le coste del Canada Occidentale, tra Vancouver e lo Yukon e i Territori del Nord-Ovest. Trasportava di solito pellicce, minerali e cibo, utensili e vestiti, rifornimenti essenziali per gli insediamenti più settentrionali, i quali spesso erano isolati via terra e potevano essere raggiunti solo via mare. Talvolta trasportava anche persone, ma dal momento che non era autorizzata al trasporto di passeggeri, questi venivano indicati come membri dell'equipaggio e dovevano svolgere dei lavori a bordo durante il viaggio.

## L'abbandono del 1931

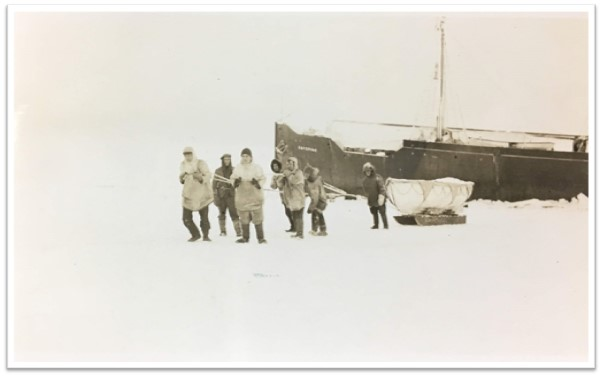
L'equipaggio della nave mentre recupera il carico dalla nave incagliata

Alla fine di settembre 1931, di ritorno a Vancouver da uno dei suoi viaggi artici, mentre si trovava nei pressi di Point Barrow (l'odierna Utqiaġvik nel nord dell'Alaska) la Baychimo rimase bloccata nel ghiaccio. Rendendosi conto che con tutta probabilità non sarebbero riusciti a liberare la nave ma avrebbero dovuto trascorrere l'inverno nell'Artico, l'equipaggio decise di abbandonare l'imbarcazione e di accamparsi sulla terraferma nei pressi di Barrow, che distava appena mezzo miglio. Infatti la Baychimo non poteva essere riscaldata per tutto l'inverno, e non era possibile restare a bordo.
Il capitano Sidney Cornwell inviò un messaggio radio alla Compagnia della Baia, chiedendo l'invio di un aereo per evacuare una parte dell'equipaggio. Il 15 ottobre un aereo recuperò 22 marinai, mentre i 15 membri rimanenti dell'equipaggio, tra cui il capitano Cornwell, restarono nei pressi della nave nella speranza di liberarla dal ghiaccio e riprendere il viaggio all'inizio dell'estate.
Durante i mesi di ottobre e novembre alcuni marinai si recavano giornalmente alla nave per cercare di rimuovere il ghiaccio dal timone e per recuperare provviste ed equipaggiamento. Il 24 novembre iniziò però una violenta bufera di neve, accompagnata da un forte aumento della temperatura, e per tre giorni i marinai non poterono lasciare l'accampamento. Quando il vento si placò andarono a verificare la situazione della nave, ma al suo posto trovarono solo una distesa di ghiaccio, e immaginarono che la Baychimo fosse affondata.
Pochi giorni dopo però alcuni cacciatori di foche inuit informarono Cornwell di avere avvistato la nave a circa 70 chilometri di distanza dal punto in cui l'avevano lasciata, nuovamente intrappolata nel ghiaccio. Il capitano e i marinai organizzarono una spedizione con slitte trainate da cani, riuscendo a raggiungere la nave e a recuperare il carico di pellicce. Quando tornarono alla nave per un nuovo viaggio, la Baychimo era nuovamente sparita.

## Nave fantasma

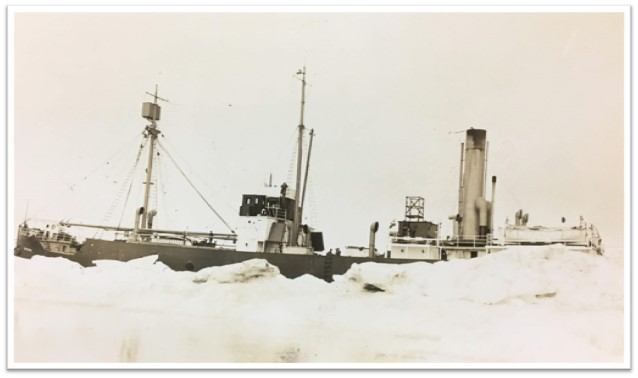
La Baychimo incagliata nel ghiaccio

A febbraio 1932, considerando che la nave fosse ormai definitivamente affondata, Anche Cornwell e il resto dell'equipaggio vennero evacuati e fecero ritorno a Vancouver, e la Compagnia della Baia dichiarò la Baychimo perduta.
In realtà il piroscafo non era affondato, e nei decenni successivi venne avvistato più volte tra i ghiacci dell'Artico come nave fantasma.
Presumibilmente all'inizio del 1932 il cercatore d'oro Leslie Melvin avvistò la Baychimo mentre si stava dirigendo con la sua slitta trainata da cani verso la città di Nome. Si racconta che riuscì anche a salire a bordo e recuperare una delle uniformi di Cornwell e del liquore di contrabbando.
Il 7 febbraio 1932 il pilota Frank Dorbrandt di Anchorage volò per due ore e mezza sul mare a nord di Barrow, senza trovare tracce del piroscafo. A maggio anche il pilota Bill Graham tentò la stessa impresa, senza successo.
Nel corso dei mesi successivi la nave sarebbe però stata avvistata a circa 420 chilometri ad est del punto in cui era stata vista l'ultima volta.. Ad agosto del 1932 un gruppo di inuit a bordo di alcune umiak la individuò al largo di Barrow e vi salì a bordo, recuperando parti di mobilio.

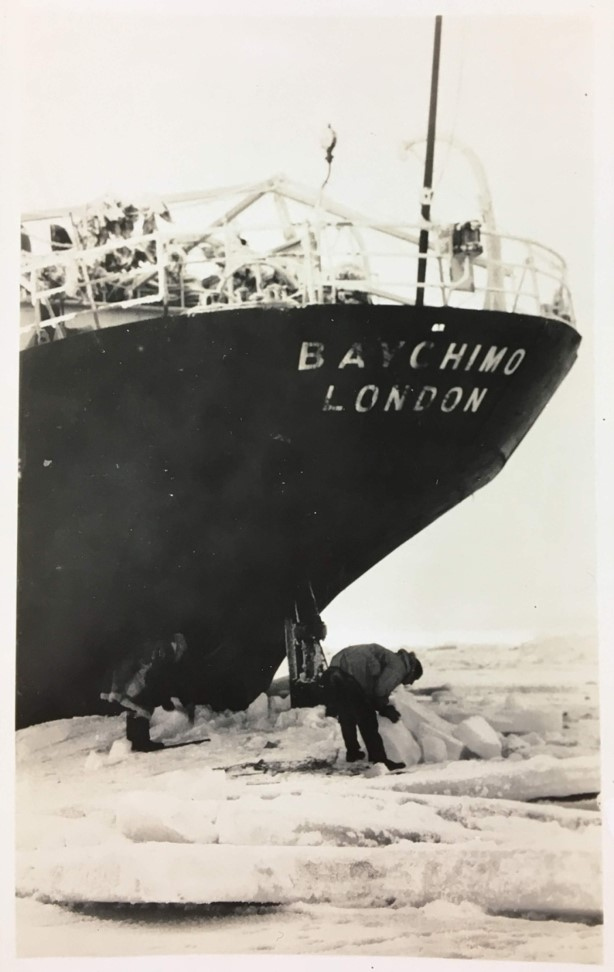
La poppa della nave

Nell'agosto 1933 la Baychimo venne avvistata da almeno tre navi di passaggio. In particolare la scrittrice e botanica Isobel Wylie Hutchinson, che si trovava come passeggera a bordo di una goletta di legno di nome Trader, scrisse che "La Baychimo era immobile, il suo enorme scafo, macchiato di ruggine e battuto dai mari ghiacciati, si stagliava come una torre al di sopra il piccolo Trader. Galleggiava su un blocco di ghiaccio che sembrava ormai quasi sul punto di rompersi". Una volta salita a bordo della nave constatò che la stiva della nave era ormai scoperchiata e in balia delle intemperie, ma in alcuni punti più protetti si trovavano ancora sacchi di minerale e pelli di caribù. L'equipaggio del Trader avrebbe voluto agganciare la Baychimo e trainarla verso sud, ma la goletta non disponeva di sufficiente potenza. Tornati in mare aperto incrociarono la nave del governo degli Stati Uniti Northland, con la quale si accordarono per recuperare la Baychimo una volta passata la nebbia, ma quando la visibilità tornò ad essere buona la nave fantasma era sparita. L'equipaggio del Trader la avvistò di nuovo mentre faceva nuovamente rotta verso Barrow.
Il capitano della Northland avvistò nuovamente la Baychimo tre anni dopo, ma di nuovo non riuscì ad agganciarla e rimorchiarla a riva in quanto la nave fu circondata da un banco di nebbia, e al suo diradamento il piroscafo era scomparso.
Nel 1934 il regista Ewing Scott propose di far esplodere il relitto del Baychimo come scena clou del suo nuovo film intitolato Renegades. La pellicola non venne però mai realizzata, forse anche a causa dell'impossibilità di individuare la nave.
Negli anni successivi la Baychimo venne avvistata in diverse occasioni. Secondo alcune fonti nel 1939 un certo capitano Hugh Polson vi salì a bordo, in quella che sarebbe stata l'ultima volta in cui una persona salì sul ponte, ma ci sono dubbi sulla veridicità di questo avvistamento, anche perché nei registri navali dell'epoca non viene menzionato nessun capitano con quel nome attivo della regione.
Durante gli anni della seconda guerra mondiale e gli anni '50 non furono segnalati avvistamenti, ma è possibile che la nave sia stata incrociata in lontananza e considerata una normale imbarcazione di passaggio. Il penultimo avvistamento sicuro ebbe luogo nel 1962 nel Mare di Beaufort, mentre l'ultimo avvistamento documentato risale al 1969, 38 anni dopo il suo abbandono, quando la nave alla deriva venne avvistata da un gruppo di inuit, bloccata sul ghiaccio sempre nel Mare di Beaufort, non lontano da Punta Barrow. Si ritiene che sia successivamente affondata.
Nel 2006 le autorità dell'Alaska hanno finanziato un progetto per individuare i relitti della SS Baychimo e di 4000 altre imbarcazioni che si presume siano affondate nella regione nel corso degli ultimi due secoli, ma al 2025 non sono state trovate tracce del piroscafo.
Alcuni oggetti di bordo della Baychimo, recuperati nel 1933 dalla goletta Trader, sono conservati nel Museo del Nord presso l'Università dell'Alaska - Fairbanks.